# معرض مانشستر للفنون
معرض مانشستر للفنون هو متحف للفنون يقع في مانشستر،تأسس في 1823 يضم المتحف العديد من الأعمال ذات الأهمية المحلية والدولية ويحتوي على أكثر من 25000 قطعة. يزور المتحف أكثر من نصف مليون شخص في العام.